# Dwars door Vlaanderen 2002
La Dwars door Vlaanderen 2002, cinquantasettesima edizione della corsa, si svolse il 27 marzo su un percorso di 201 km, con partenza a Kortrijk ed arrivo a Waregem. Fu vinta dall'australiano Baden Cooke della squadra FDJ davanti all'ungherese László Bodrogi e al belga Jo Planckaert.

## Ordine d'arrivo (Top 10)
| Pos. | Corridore         | Squadra           | Tempo    |
| ---- | ----------------- | ----------------- | -------- |
| 1    | Baden Cooke       | FDJ               | 5h14'00" |
| 2    | László Bodrogi    | Mapei-Quick Step  | a 4"     |
| 3    | Jo Planckaert     | Cofidis           | s.t.     |
| 4    | Peter Van Petegem | Lotto-Adecco      | s.t.     |
| 5    | Andy Flickinger   | Ag2r Prévoyance   | s.t.     |
| 6    | Niko Eeckhout     | Lotto-Adecco      | s.t.     |
| 7    | Bert Scheirlinckx | RDM-Flanders      | s.t.     |
| 8    | Lars Michaelsen   | Team Coast        | a 12"    |
| 9    | Johan Museeuw     | Domo-Farm Frites  | s.t.     |
| 10   | Hendrik Van Dyck  | Palmans-Collstrop | s.t.     |